# Cantico di Isaia
Il cantico di Isaia è un cantico della Bibbia attribuito al profeta Isaia. Egli parla di liberazione e perdono dai peccati. Infatti, sebbene il Dio d'Israele sia in collera con il suo popolo, non lo abbandonerà mai. E per questo, Israele loda il Signore, gli chiede pietà e viene perdonato. Il cantico è contenuto nel Libro del Profeta Isaia 12.

## Testo italiano
Ecco il testo secondo la versione CEI/Gerusalemme.
Tu dirai in quel giorno:

«Ti ringrazio, Signore; Tu eri in collera con me,

ma la Tua collera si è calmata e Tu mi hai consolato.

Ecco, Dio è la mia salvezza;

io confiderò, non temerò mai,

perché mia forza e mio canto è il Signore;

Egli è stato la mia salvezza.

Attingerete acqua con gioia

alle sorgenti della salvezza».

In quel giorno direte:

«Lodate il Signore, invocate il Suo Nome;

manifestate tra i popoli le Sue meraviglie,

proclamate che il Suo Nome è sublime.

Cantate inni al Signore, perché ha fatto opere grandi,

ciò sia noto in tutta la terra.

Gridate giulivi ed esultate, abitanti di Sion,

perché grande in mezzo a voi è il Santo di Israele».

## Il cantico nella liturgia
Il cantico viene cantato il giovedì della seconda settimana della Liturgia delle Ore alle lodi mattutine.